# Noss Head (Shetlands)

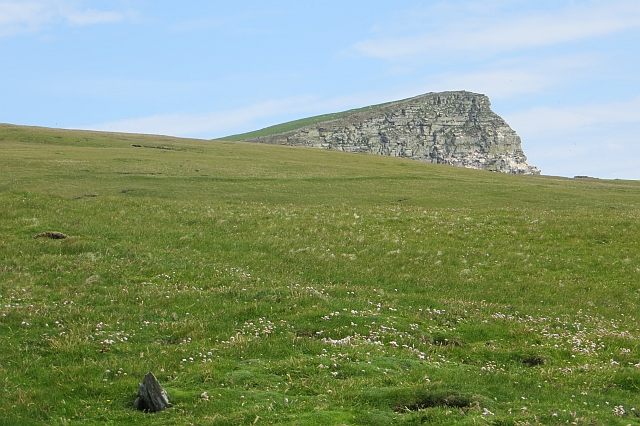
Blick von Südwesten auf Noss Head.

Noss Head ist ein Berg auf der zu den schottischen Shetlandinseln zählenden Isle of Noss, mit einer Höhe von 181 Metern markiert er zugleich deren höchsten Punkt. Während der Noss Head von Norden und Westen her gleichmäßig ansteigt, bricht er nach Osten und Süden zur angrenzenden Nordsee steil ab. Dieses Kliff, zu dessen Füßen der östlichste Punkt der Insel liegt, wird Noup of Noss genannt.